# (22719) Nakadori
(22719) Nakadori est un astéroïde de la ceinture principale.

## Description
(22719) Nakadori est un astéroïde de la ceinture principale. Il fut découvert le 22 septembre 1998 à la station Anderson Mesa par le programme LONEOS. Il présente une orbite caractérisée par un demi-grand axe de 2,74 UA, une excentricité de 0,02 et une inclinaison de 6,3° par rapport à l'écliptique.

## Compléments